# جوش كون
جوش كون (بالإنجليزية: Josh Kun)‏ هو محرر أمريكي، ولد في 18 يوليو 1971.